# Ismail Benlamaalem
Ismail Benlamaalem (Casablanca, 1 februari 1988) is een Marokkaanse voetballer die bij voorkeur speelt als verdediger.

## Erelijst
| Botola Pro                     | 3x | 2008/09, 2010/11, 2012/13 |
| Coupe du Trône                 | 1x | 2012/13                   |
| FIFA Club World Cup (Finalist) | 1x | 2013                      |